# James Breckinridge

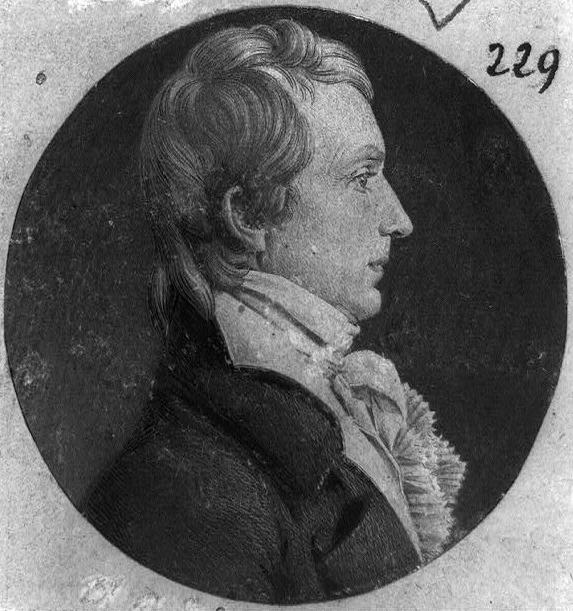
James Breckinridge

James Breckinridge (* 7. März 1763 bei Fincastle, Botetourt County, Colony of Virginia; † 13. Mai 1833 im Botetourt County, Virginia) war ein US-amerikanischer Politiker. Zwischen 1809 und 1817 vertrat er den Bundesstaat Virginia im US-Repräsentantenhaus.

## Werdegang
James Breckinridge war der jüngere Bruder von US-Senator und Justizminister John Breckinridge (1760–1806) sowie ein Cousin von John Brown (1757–1837), James Brown (1766–1835) und Francis Preston (1765–1835), die US-Senatoren bzw. Kongressabgeordnete waren. Er erhielt eine private Schulausbildung und nahm trotz seiner Jugend am Unabhängigkeitskrieg teil. Danach studierte er am Washington College, der heutigen Washington and Lee University in Lexington. Anschließend setzte er seine Ausbildung bis 1795 am College of William & Mary in Williamsburg fort. Nach einem Jurastudium und seiner Zulassung als Rechtsanwalt begann er in Fincastle in diesem Beruf zu arbeiten.
Politisch schloss sich Breckinridge der von Alexander Hamilton gegründeten Föderalistischen Partei an. Zwischen 1789 und 1824 saß er mehrfach im Abgeordnetenhaus von Virginia. Er war auch am Bau des Chesapeake and Ohio Canal beteiligt. Bei den Kongresswahlen des Jahres 1808 wurde er im fünften Wahlbezirk von Virginia in das US-Repräsentantenhaus in Washington, D.C. gewählt, wo er am 4. März 1809 die Nachfolge von Alexander Wilson antrat. Nach drei Wiederwahlen konnte er bis zum 3. März 1817 vier Legislaturperioden im Kongress absolvieren. In diese Zeit fiel der Britisch-Amerikanische Krieg von 1812, an dem Breckinridge als Brigadegeneral teilnahm.
Nach dem Ende seiner Zeit im US-Repräsentantenhaus praktizierte er wieder als Anwalt. Zusammen mit Thomas Jefferson gehörte er zu den Gründern der University of Virginia in Charlottesville. James Breckinridge starb am 13. Mai 1833 auf seinem Anwesen Grove Hill im Botetourt County.